# Peña Santa de Castilla
Die Peña Santa de Castilla (2596 m), auch bekannt auch als Torre Santa, ist der höchste Gipfel des westlichen Teils der Picos de Europa. Er überragt die benachbarten Gipfel beträchtlich. Die Form des Berges entspricht einem mächtigen, zwei Kilometer langen Grat, beginnend im Westen bei der Aguja del Corpus Cristi bis zur als Cerra del Frade bezeichneten Scharte im Osten. Ein geeigneter Ausgangspunkt für Touren ist die Vega Huerta, eine Ebene südlich des Gipfels auf etwa 2000 Meter Höhe. Von dort ist auch die 600 Meter hohe Südwand gut einzusehen. Die dortige Hütte ist allerdings verfallen.
Der einfachste Anstieg führt durch die Nordwand. Die Route wird als Canal Estrecha bezeichnet. Dabei sind Kletterschwierigkeiten bis III+ zu bewältigen, die Gesamtschwierigkeit wird mit ZS- angegeben. Diese Route wurde vermutlich auch von den Erstbesteigern gewählt, die am 3. August 1892 den Gipfel erreichten, das waren V. Marocs, F. Sakkes und P. Labrouche.